# Rhagodoca zavattarii
Espèce
Rhagodoca zavattarii est une espèce de solifuges de la famille des Rhagodidae.

## Distribution
Cette espèce est endémique d'Éthiopie.

## Description
Le mâle holotype mesure 32 mm.

## Étymologie
Cette espèce est nommée en l'honneur d'Edoardo Zavattari.

## Publication originale
- Caporiacco, 1941 : Arachnida (esc. Acarina). Missione Biologica Sagan-Omo, Reale Accademia d’Italia, Rome, vol. 12, Zoologia, no 6, p. 21-175.